# Staphylinochrous heringi
Staphylinochrous heringi is een vlinder uit de familie Himantopteridae. De wetenschappelijke naam van deze soort is voor het eerst geldig gepubliceerd in 1954 door Alberti.
De soort komt voor in tropisch Afrika.